# Comté de Nye
Pour les articles homonymes, voir Nye.
Le comté de Nye est situé dans l’État du Nevada. Selon le recensement de 2020, sa population s’élève à 51 591 habitants. La plus grande ville du comté est Pahrump mais son siège est Tonopah.

## Géographie

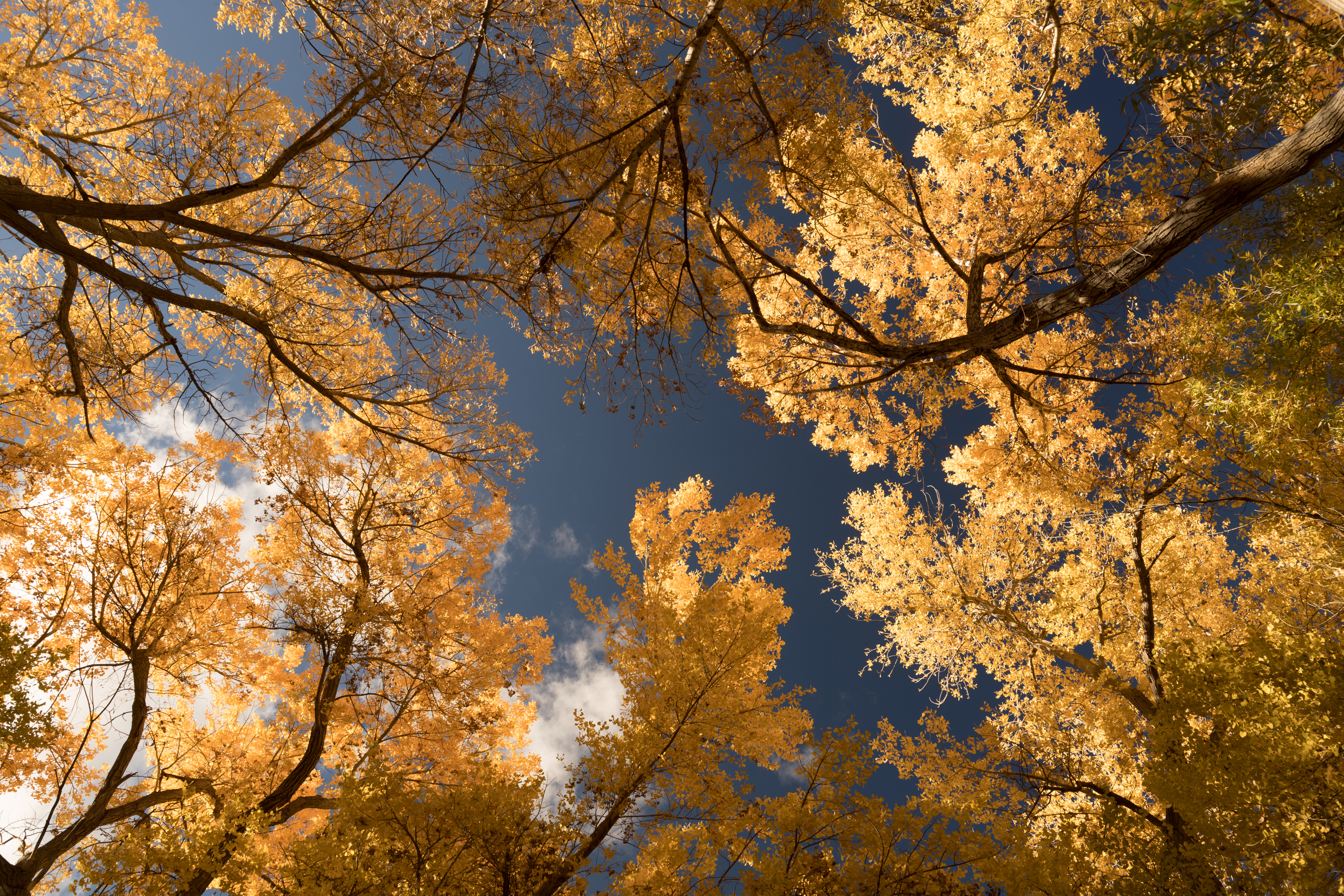
Arbres d'automne à Six-miles Canyon, dans le comté de Nye. Octobre 2021.

La superficie du comté est de 47 031 km2, dont 47 000 km2 sont de terre. C’est le plus grand comté du Nevada et le troisième plus grand comté du pays en dehors de l'Alaska.
Le site d'essais du Nevada pour les armes nucléaires se trouve dans ce comté, de même que le monument naturel national de Lunar Crater.

## Comtés adjacents
- Comté de Churchill (nord-ouest)
- Comté de Lander (nord)
- Comté d'Eureka (nord)
- Comté de White Pine (nord-est)
- Comté de Lincoln (est)
- Comté de Clark (est)
- Comté d'Esmeralda (ouest)
- Comté de Mineral (ouest)
- Comté d'Inyo, Californie (sud)

## Démographie
| Groupe                           | Comté de Nye | Nevada | États-Unis |
| -------------------------------- | ------------ | ------ | ---------- |
| Blancs                           | 85,9         | 66,2   | 72,4       |
| Autres                           | 5,2          | 12,0   | 6,2        |
| Métis                            | 3,6          | 4,7    | 2,9        |
| Noirs                            | 2,0          | 8,1    | 12,6       |
| Amérindiens                      | 1,6          | 1,2    | 0,9        |
| Asiatiques                       | 1,3          | 7,2    | 4,8        |
| Océaniens                        | 0,5          | 0,6    | 0,2        |
| Total                            | 100          | 100    | 100        |
| Hispaniques et Latino-Américains | 13,6         | 26,5   | 16,7       |

Selon l'American Community Survey, en 2010, 87,13 % de la population âgée de plus de 5 ans déclare parler l'anglais à la maison, 10,05 % l'espagnol, 0,63 % le tagalog et 2,19 % une autre langue.